# Nazionale maschile di pallacanestro 3x3 della Serbia
La nazionale di pallacanestro 3x3 della Serbia (Мушка репрезентација Србије у баскету), selezione dei migliori giocatori di nazionalità serba, viene gestita dalla KSS, e partecipa, sia a livello maschile sia a quello femminile, ai tornei internazionali di pallacanestro 3x3 per nazioni gestiti dalla FIBA.

## Piazzamenti

### Olimpiadi
- 2020 -  3°

### Campionati del mondo
- 2012 -  1°
- 2014 -  2°
- 2016 -  1°
- 2017 -  1°
- 2018 -  1°
- 2019 - 4°
- 2022 -  1°
- 2023 -  1°

### Champions Cup
- 2025 -  1°

### Campionati europei
- 2014 - 4°
- 2016 -  2°
- 2017 - 4°
- 2018 -  1°
- 2019 -  1°

- 2021 -  1°
- 2022 -  1°

### Giochi Europei
- 2015 -  13°
- 2019 - quarti di finale

## Formazioni

### Olimpiadi
Pallacanestro ai Giochi della XXXII Olimpiade - Torneo 3x3 maschile5 Ratkov, 8 Majstorović, 9 Vasić, 11 Domović Bulut,        All. Goran Vojkić

### Campionati del mondo
Campionati mondiali di pallacanestro 3x3 201210 Savić, 11 Domović Bulut, 13 Ždero, 14 Bošković,        All. -
Campionati mondiali di pallacanestro 3x3 20148 Majstorović, 11 Domović Bulut, 13 Ždero, 14 Bošković,        All. -
Campionati mondiali di pallacanestro 3x3 20168 Majstorović, 11 Domović Bulut, 13 Ždero, 17 Savić,        All. -
Coppa del Mondo di pallacanestro 3x3 20178 Majstorović, 11 Domović Bulut, 13 Ždero, 17 Savić,        All. -
Coppa del Mondo di pallacanestro 3x3 20188 Majstorović, 10 Stojačić, 11 Domović Bulut, 17 Savić,        All. -
Coppa del Mondo di pallacanestro 3x3 20198 Majstorović, 9 Vasić, 11 Domović Bulut, 17 Savić,        All. -
Coppa del Mondo di pallacanestro 3x3 20222 Branković, 3 Stojačić, 8 Majstorović, 9 Vasić,        All. -

### Campionati europei
Campionati europei di pallacanestro 3x3 20148 Majstorović, 11 Domović Bulut, 13 Ždero, 17 Savić,        All. -
Campionati europei di pallacanestro 3x3 20168 Majstorović, 11 Domović Bulut, 13 Ždero, 17 Savić,        All. -
Coppa Europa di pallacanestro 3x3 20178 Majstorović, 11 Domović Bulut, 17 Savić, 22 Mijatović,        All. -
Coppa Europa di pallacanestro 3x3 20188 Majstorović, 11 Domović Bulut, 13 Ždero, 17 Savić,        All. -
Coppa Europa di pallacanestro 3x3 20198 Majstorović, 11 Domović Bulut, 17 Savić, 22 Mijatović,        All. -
Coppa Europa di pallacanestro 3x3 20215 Ratkov, 6 Pašajlić, 8 Majstorović, 9 Vasić,        All. -
Coppa Europa di pallacanestro 3x3 20222 Branković, 3 Stojačić, 8 Majstorović, 9 Vasić,        All. -

### Giochi Europei
Pallacanestro 3x3 maschile ai I Giochi europei8 Majstorović, 11 Domović Bulut, 13 Ždero, 17 Savić,        All. -
Pallacanestro 3x3 maschile ai II Giochi europei4 Rašić, 6 Vuković, 11 Dugošija, 13 Ždero,        All. -

## Nazionali giovanili
- Nazionale Under-18 3x3

## Altri collegamenti
- (SR) Sito della federazione serba, su kss.rs.